# Euphrasia disjuncta
Euphrasia disjuncta är en snyltrotsväxtart som beskrevs av Merritt Lyndon Fernald och Wiegand. Euphrasia disjuncta ingår i släktet ögontröster, och familjen snyltrotsväxter. Inga underarter finns listade i Catalogue of Life.